# 볕뉘
볕뉘는 작은 틈을 통해 비치는 햇빛이다.

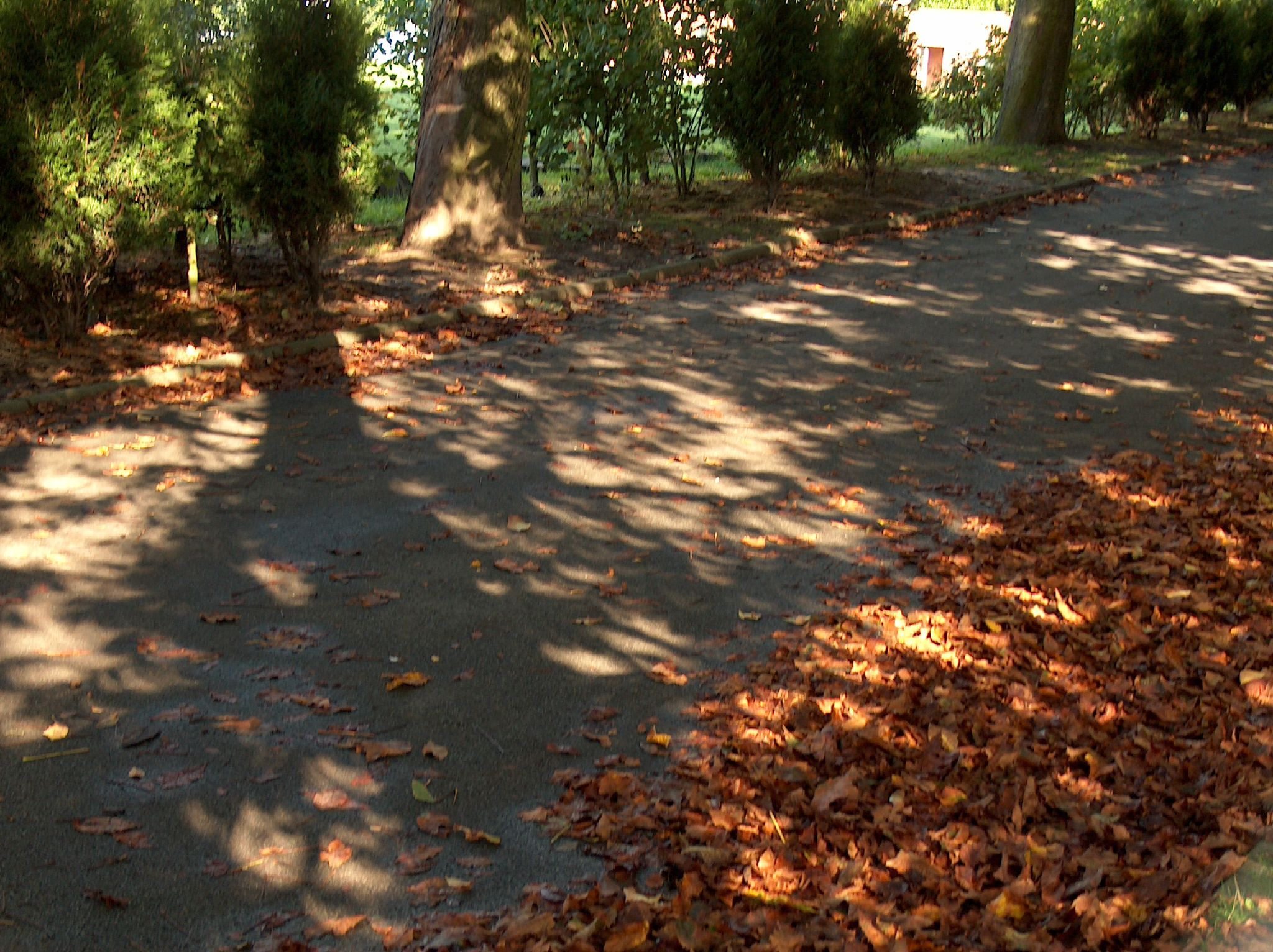
2005년 10월 3일 일식 때의 볕뉘.

대표적으로 나무가 우거진 숲에서 나뭇잎 사이로 비쳐들어와 숲의 바닥에 닿는 빛이 볕뉘다. 일본어에서는 이러한 나뭇잎 볕뉘를 특히 일본어: 木漏れ日 코모레비[*]라고 한다.
볕뉘는 태양 원반과 같은 동그란 모양을 하고 있으며, 햇빛이 통과하는 틈의 모양에는 영향을 받지 않는다. 이것은 바늘구멍 사진기와 원리가 같다.
볕뉘의 모양이 바뀌러면 일식이 일어나 태양원반의 모양 자체가 바뀌어야 한다. 태양이 완전히 가려지지 않는 부분일식의 경우 특수장비 없이 태양원반의 변화를 확인할 방법은 볕뉘의 모양 변화를 보고 알아채는 것 뿐이다.